# Tom Cavanagh (hóquei no gelo)

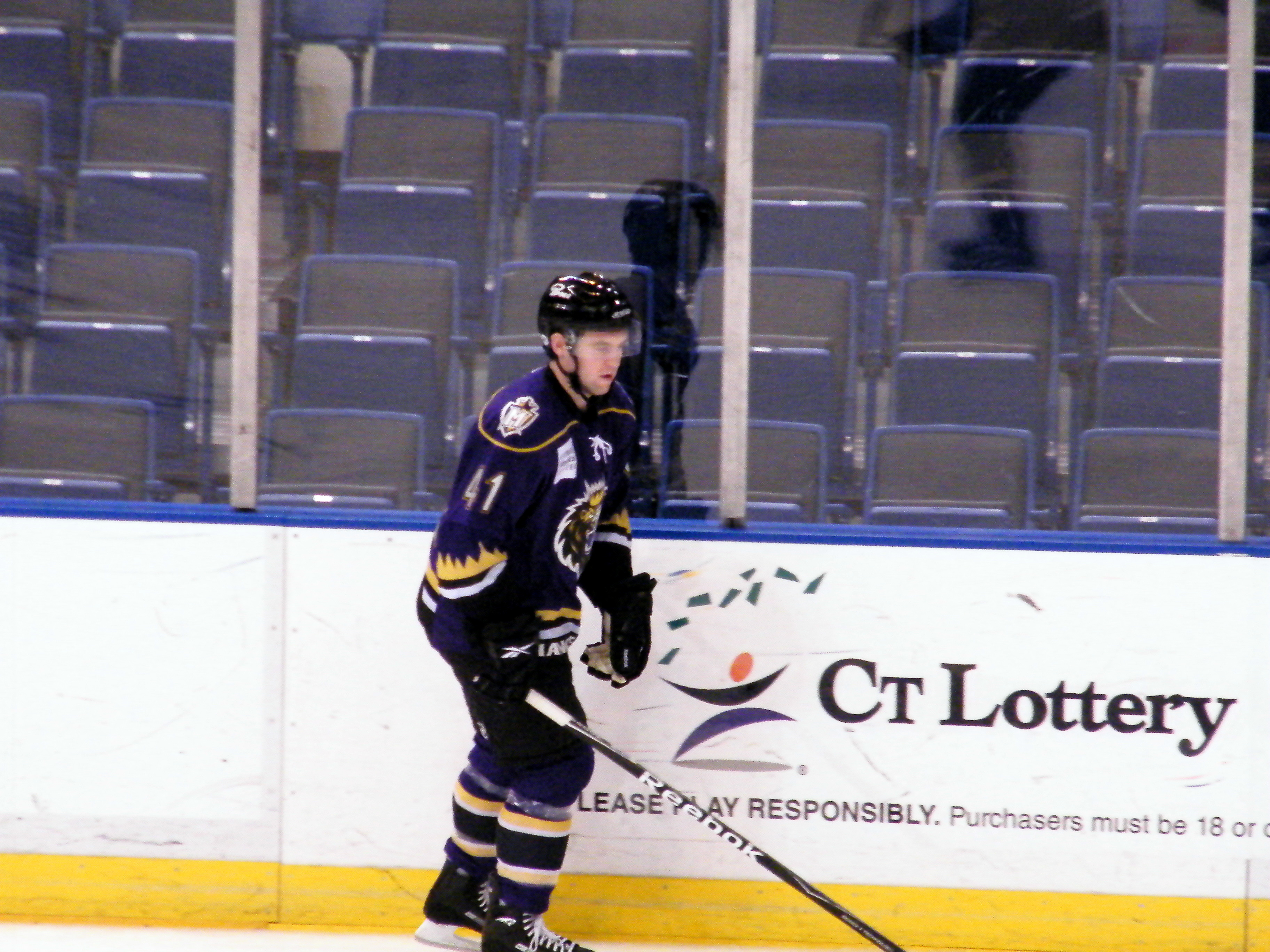

Thomas Garrett Cavanagh (24 de março de 1982 - 6 de janeiro de 2011) foi um jogador profissional de hóquei no gelo norte-americano que atuava como central. Depois de jogar quatro temporadas na Universidade de Harvard, assinou contrato com o San Jose Sharks.
Cavanagh foi encontrado morto com múltiplas lesões traumáticas e devido ao seu estado mental após ser diagnostico com  esquizofrenia, a polícia acredita que a sua morte foi um suicídio.